# Caixa Geral de Depósitos
Pour les articles homonymes, voir CGD.
Cet article possède un paronyme, voir Caixa.
La Caixa Geral de Depósitos ou CGD (prononciation : /ˈkaiʃɐ ʒɨˈɾaɫ dɨ dɨˈpɔzituʃ/), en français la Caisse générale des dépôts, est une institution financière publique portugaise fondée au XIXe siècle sur le modèle de la Caisse des dépôts et consignations française.

## Histoire

### Fondation
La Caixa Geral de Depósitos fut fondée par ordonnance du 10 avril 1876, sous le règne de Louis Ier. Étaient alors ministre des Finances Serpa Pimentel et président du 34e gouvernement constitutionnel Fontes Pereira de Melo.
Initialement administrée par l’Union du Crédit Public (Junta do Crédito Público), sa gestion fut prise en charge par le Dépôt public (Depósito Público) de création « pombalienne », et son organisation fut influencée par les institutions étrangères identiques, comme la Caisse des dépôts et consignations française, créée en 1816, et à la Caisse d’épargne et de retraite belge, fondée en 1865.
Sa finalité était essentiellement la collecte des dépôts obligatoires ordonnés par la loi ou les tribunaux. Référence légale, aucune entité publique ne pouvait ordonner ou permettre la consignation ou le dépôt de fonds en dehors de la CGD. Elle était cependant également autorisée à recevoir des dépôts volontaires, dont le montant en nature ne pouvait pas excéder la quantité déterminée par le client.
Quatre ans après la fondation de la Caixa, l’ordonnance du 26 avril 1880 créa en corrélation avec l’institution, une entité avec un patrimoine et une gestion séparés : la Caisse économique portugaise (Caixa Económica Potuguesa). Administrée par l’Union du crédit public, par l’intermédiaire de la Caixa Geral de Depósitos, son objectif était la collecte et l’administration des dépôts volontaires de petites quantités, avec l’intention expresse de « diffuser, inciter et promouvoir l’esprit d'économie parmi les classes sociales les moins favorisées ».
Les deux entités, Caixa Geral de Depósitos et Caixa Económica Potuguesa, furent fusionnées en 1885, et l'ensemble des fonds furent transférés vers la Caixa Geral de Depósitos.

### Autonomie d’administration
L’empreinte fondamentale dans l’évolution de la Caixa est son autonomie à l’égard de l’Union du crédit public (Junta do Crédito Público), opérée par la loi du 21 mai 1896. La gestion fut pour la première fois confiée à un conseil d’administration, présidé par un administrateur-général.
La Caixa de Aposentação (le fonds de retraite) fut alors créée conjointement et sous l’administration de la Caixa pour les travailleurs salariés du groupe, et o Monte de Piedade Nacional (le mont-de-piété national), pour les opérations de crédit sur les débiteurs.
L’institution a obtenu la dénomination sociale « Caixa Geral de Depósitos et Instituições de Previdência » (Institutions de prévoyance) en incluant les services relatifs à Caixa Geral de Depósitos, à la Caisse économique portugaise (Caixa Económica Potuguesa) et à la Caixa de Aposentação (le fonds de retraite) aux travailleurs salariés et o Monte de Piedade Nacional.
En 1918, la Caixa retrouve sa désignation originelle « Caixa Geral de Depósitos ». Il est réaffirmé le principe de la centralisation des fonds dans un coffre général et l’élargissement de ses attributions.

### Développement du crédit

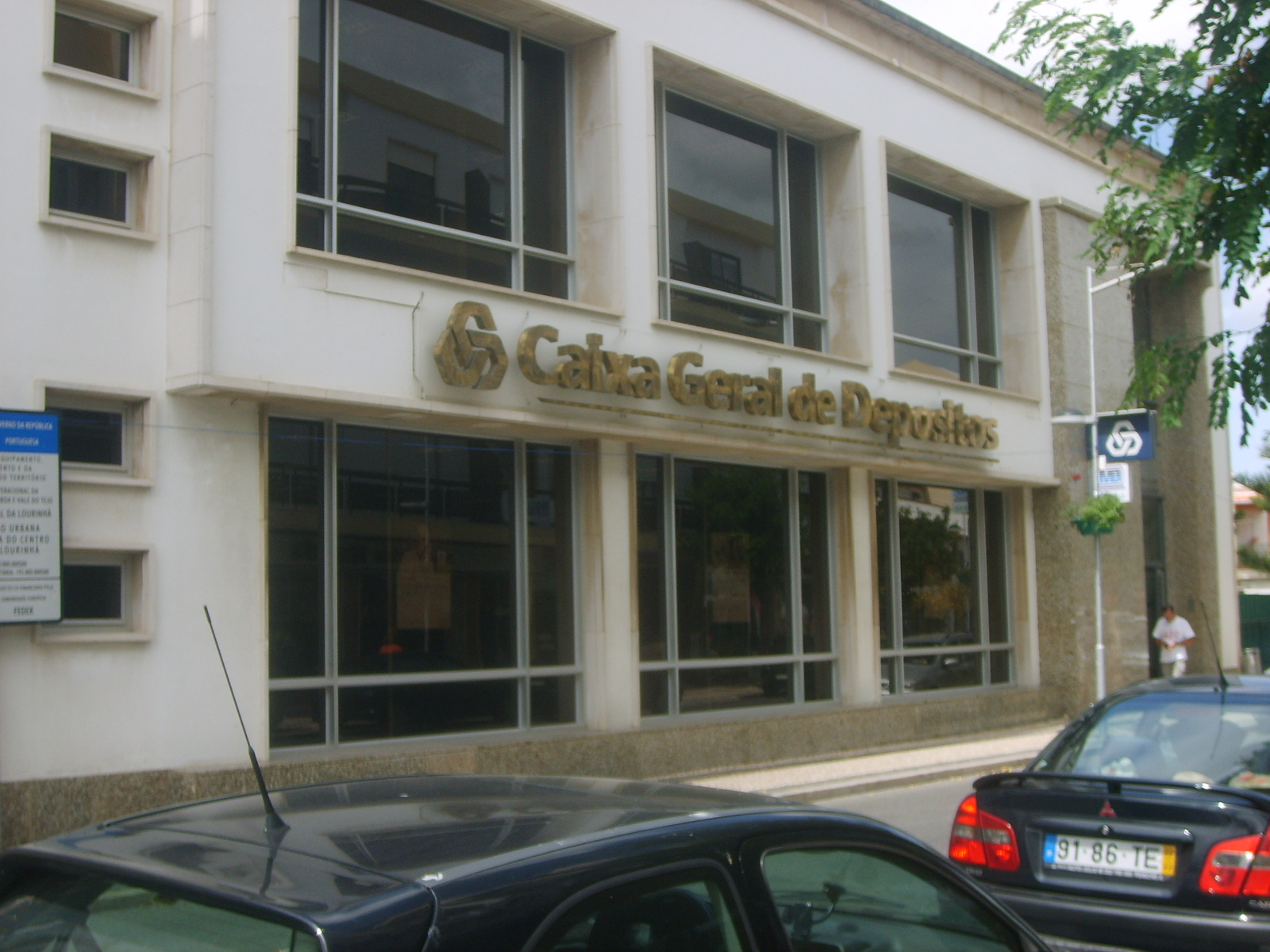
Une banque Caixa à Lourinhã.

Dans un contexte de réforme générale des services administratifs et de réorganisation du crédit, visant à la continuité des objectifs de politique économique et sociale, le changement apparaît en 1929 avec une incidence dans le secteur du crédit.
La Caixa prend une nouvelle appellation « Caixa Geral de Depósitos, Crédito e Previdência », dénomination qu’elle conservera jusqu’en 1993. Son organisation se divise en services privatifs et en services annexes.
Les services annexes sont ceux du crédit et de la prévoyance, confiés à des entités avec la personnalité juridique et l'autonomie financière, mais administrée par la Caixa Geral de Depósitos, Crédito e Previdência – a Caixa Nacional de Crédito e a Caixa Nacional de Previdência (Caisse nationale du crédit et Caisse national de prévoyance).
Dans la Caixa Nacional de Crédito, tous les services et opérations de l’État liés au crédit agricole et industriel, sont centralisés quelles que soient les autres opérations de crédit (Trésor d’État), quels que soient les ministères pour lesquels les crédits sont accordés.
La Caixa Geral de Depósitos, Crédito e Previdência, elle-même, cesse de réaliser les opérations de crédit agricole ou industriel, quels que soient les prêts, remises, ou le financement aux particuliers, avec l’aval du Gouvernement, étant donné que les comptes correspondants sont transférés vers la Caixa Nacional de Crédito.
La Caixa Nacional de Previdência, à son tour, est chargée de tous les services de retraite, fonds de pension, pension de veuvage et autres qui viennent de lui être confiés. La première institution à être créée et tout de suite intégrée à la Caixa Nacional de Previdência fut la Caixa de Aposentação, qui réunit tous les services à la charge de diverses institutions de prévoyance qui ont disparu depuis.
C'est à partir de la réforme de 1929 que la Caixa peut être considérée comme un établissement de crédit, élargissant ces limites au-delà de la capacité imposée par le financement de L’État.

### Transformation en une entreprise publique
Quarante ans après sa création, la « loi organique », approuvée par le décret-loi no 48 953, du 5 avril 1969, vient altérer profondément l’encadrement juridique de l’institution, lui conférant une structure sociétaire qui est à l’origine de sa ressemblance approximative aux autres établissements de crédit.
Effectivement, la Caixa qui jusqu’ici était considérée comme un service public, soumise aux mêmes règles des services d'administration directe de l’État, devient définitivement une entreprise publique pour l’exercice du crédit, à laquelle est aussi confiée l’administration de services publics autonomes de prévoyance, entraînant de ce fait la distinction entre les services privatifs et les institutions annexes.
La Caixa Nacional de Crédito, créée en 1929, est incorporée dans la C.G.D. et les institutions annexes deviennent la Caixa de Aposentação e o Montepio dos Servidores do Estados (la Caisse de retraite et de pension de veuvages des serviteurs de l’État, créée en 1934, sous la désignation générique de Caixa Nacional de Previdência (Caisse nationale de prévoyance).
Le statut de la Caixa reste soumis au droit public, mais introduisant quelques modifications exigées en raison de son activité de crédit.
Au-delà de l’intégration de la Caixa Nacional de Crédito, l’administration se confère le pouvoir d’organiser les services et d’approuver les règlements respectifs.
La Caixa se voit par l’élargissement des ressources des opérations de crédit, attribuée par l’administration une meilleure flexibilité dans les termes et les conditions dans lesquelles les opérations s'effectuent.
La gestion financière oblige à obéir aux règles de gestion d’entreprise, bien qu’il se maintienne parallèlement à l’écriture budgétaire.
Le personnel est soumis au régime juridique de la bureaucratie publique. S’établissant néanmoins, le Conseil d’administration définit les catégories et les salaires, en tenant compte des contraintes communes à la généralité du système bancaire. Pour l’harmonisation des conditions, l’adhésion de la Caixa est venue plus tard, par la participation aux processus de conventions collectifs dans le droit du travail.

### Transformation en société anonyme
Finalement, la réforme la plus récente de la Caixa fut déterminée par les modifications opérées dans le système financier portugais et par le contexte interne et externe dans lequel l’institution exerce son activité. Avec la prééminence particulière pour l’intégration du Portugal dans la Communauté européenne et pour le régime général des institutions de crédit et des sociétés financières approuvé par le décret-loi no 298/92 du 31 décembre, la C.G.D. s’est équipée de la nouvelle réglementation en relation avec les activités qu’elle est autorisée à exercer.
La révision en cause constate dans le décret-loi no 298/93 du 20 août et des statuts annexes :
La Caixa est transformée en société anonyme de capitaux exclusivement publics, dont seul l’État peut être détenteur, redevenant ainsi Caixa Geral de Depósitos S.A., et se régit par les mêmes normes que les entreprises privées du secteur.
Son objectif est l’exercice de l’activité bancaire dans le cadre de la loi en vigueur et les services bancaires liés à la prestation de la Caixa envers l’État, par l’accord du statut légal cité, sont effectués sans préjudice des règles de concurrence et de l’équilibre de sa gestion.
Par le décret-loi no 277/93 de 10 août la C.G.D. s’est séparée de la Caixa Geral de Aposentações qui par voie de statut autonome a intégré o Montepio dos Servidores do Estado (Pension de veuvage des serviteurs de l’État).
Le personnel est soumis au régime du contrat individuel de travail, maintenant les salariés avec le régime précédent au statut élaboré où ils se trouvent, mais avec la possibilité d’opter pour le nouveau régime.
En synthèse, la Caixa Geral de Depósitos S.A., agissant comme banque universelle, pleinement concurrentielle, sans préjudice de vocation spéciale. Elle est reconnue :
- par sa formation ;
- sa captation d’épargne ;
- l’aide au développement économique et social du pays.

Banque de l’État portugais, elle se distingue par :
- sa première place dans le classement portugais (Moody’s, Fitch ratings, Standard & Poor's) ;
- la matrice d’un groupe financier moderne ;
- le plus important du Portugal.